# Еслевский
Еслевский (баш. Еслевка) — деревня в Стерлитамакском районе Республики Башкортостан Российской Федерации. Входит в состав Рязановского сельсовета. 

## География

### Географическое положение
Расстояние до:
- районного центра (Стерлитамак): 17 км,
- центра сельсовета (Рязановка): 4 км,
- ближайшей ж/д станции (Стерлитамак): 17 км.

## Население
| 2002 | 2009 | 2010 |
| ---- | ---- | ---- |
| 84   | ↘78  | ↘70  |

Национальный состав
Согласно переписи 2002 года, преобладающая национальность — русские (96 %).